# Chamaecyparis thyoides
Chamaecyparis thyoides là một loài thực vật hạt trần trong họ Cupressaceae. Loài này được L. Britton, Sterns & Poggenb. mô tả khoa học đầu tiên năm 1888.